# Ernest de Ligne
Ernest Henri Louis Lamoral, 10e prince de Ligne (13 janvier 1857 dans l'ancien 1er arrondissement de Paris - 23 juin 1937 à Bruxelles), prince d'Amblise et d'Épinoy, grand d'Espagne, est un aristocrate belge des XIXe et XXe siècles.

## Biographie
Ernest de Ligne est le frère cadet de Louis de Ligne, 9e prince de Ligne, qui n'a qu'une seule fille comme descendance.
Le roi Albert Ier lui demande d'être le tuteur des enfants mineurs de feu le prince Napoléon-Victor Bonaparte et de la princesse Clémentine de Belgique.
À la mort de sa mère, Marie Louise Marguerite de Talleyrand-Périgord (1832-1917), veuve du prince Henri de Ligne, il hérite (avec son frère Louis, prince de Ligne et sa sœur, duchesse douairière de Beaufort-Spontin) de l'hôtel de Cassini, revendu en 1919 à l'Américain Cecil Blumenthal dit Blunt.
Par lettres patentes du 31 mars 1923, Ernest est autorisé lui et les descendants de son grand-père à utiliser le prédicat d'altesse. Par nouvelles lettres du 22 octobre de la même année, il a l'autorisation de porter le titre de « prince d'Amblise et d'Epinoy » par ordre de primogéniture masculine.
Le 23 juin 1937, 10e prince de Ligne meurt des suites d'un accident d'automobile à l'Hôpital Saint-Pierre de Bruxelles, où il avait été admis après avoir été renversé par une voiture, alors qu'il traversait l'Avenue des Arts. Ses funérailles ont lieu en présence du comte de Flandre, représentant la famille royale de Belgique.

## Titres
Le prince Ernest de Ligne est :
- 10e prince de Ligne,
- Prince d'Amblise et d'Épinoy.

### Fonctions héréditaires
- Grand d'Espagne[2].

## Décorations
- Chevalier de l'ordre illustrissime (espagnol) de la Toison d'or (1930, brevet no 1170)[2] ;
- Grand officier de l'Ordre des Saints-Maurice-et-Lazare[2].

## Vie familiale
Fils cadet d'Henri Maximilien Joseph Charles Louis Lamoral de Ligne (16 octobre 1824 - Paris † 27 novembre 1871 - château de Belœil) et de Marguerite de Talleyrand-Périgord (1832 † 1917)), Ernest épouse, le 3 janvier 1887 à Paris Ier, Marguerite Constance Marie Diane (19 décembre 1869 - Paris VIIIe † 10 avril 1950 - Belœil (Belgique)), fille de Roland (1843 † 1871), marquis de Cossé-Brissac et sœur de François de Cossé-Brissac (1868-1944), 11e duc de Brissac.
De cette union sont nés :
1. Jeanne Marie Louise (2 octobre 1887 - Bruxelles † 23 février 1974 - Montabon), marié, le 5 juin 1906 à Bruxelles, avec Léonel Marie Ghislain Alfred, marquis de Moustier (5 avril 1882 - Paris † 10 mai 1945 - camp de concentration de Neuengamme), dont postérité ;
2. Marguerite Françoise Marie (15 octobre 1888 - Bruxelles † 19 février 1889 - Bruxelles) ;
3. Isabelle Mélanie Marie (23 septembre 1889 - Bruxelles † 11 décembre 1968 - Bruxelles), mariée, le 25 octobre 1920 à Bruxelles, avec le prince Réginald de Croÿ (26 septembre 1878 † 13 avril 1961), fils cadet d'Alfred-Emmanuel de Croÿ (13 mars 1842 - Dülmen † 21 mai 1888 - Bruges), prince de Croÿ-Solre, dont postérité ;
4. Claude Maurice René Lamoral (19 octobre 1890 - Bruxelles † 4 avril 1900 - Bruxelles) ;
5. Henriette Marie Juliette (31 décembre 1891 - Bruxelles † 19 décembre 1981 - Tramecourt), mariée, le 12 août 1919 à Paris, avec Robert Marie (13 février 1890 - Mouchamps † 14 juillet 1944 - Bruxelles, dans les prisons allemandes, vicomte de Chabot-Tramecourt, dont postérité ;
6. Eugène II Frédéric Marie Lamoral (1893 - 1960), 11e prince de Ligne, prince d'Amblise et d'Épinoy, grand d'Espagne, chevalier de la Toison d'or (1954, brevet no 1263), commandeur de la Légion d'honneur[4], marié avec Philippine Marie Cécile Douce de Noailles (1898 † 1991), fille François Joseph Eugène Napoléon de Noailles (1866 † 1900), 10e prince de Poix, dont postérité ;
7. Baudouin Henri Lamoral (28 janvier 1896 - Bruxelles † k.a. 8 septembre 1914 - Herentals) ; mort au combat à Herentals lors de la Première Guerre mondiale
8. Marie Charlotte Béatrix (28 août 1898 - Moulbaix † 8 novembre 1982 - Anvaing), mariée, le 19 juillet 1921, avec le comte Paul de Lannoy (19 juillet 1898 - Bruxelles † 7 octobre 1980 - Anvaing). Ce sont les grands-parents de la comtesse Stéphanie de Lannoy, épouse du grand-duc héritier Guillaume de Luxembourg.
9. Thérèse Marie Eugénie (27 décembre 1905 - Bruxelles † 11 décembre 2000 - Bruxelles), mariée, le 22 novembre 1927, au comte Bernard d'Ursel (11 novembre 1904 † 4 octobre 1965), dont postérité.